# Imotski
Imotski er en by i  distriktet Split-Dalmatia distrikt i det sydlige Kroatien, med et indbyggertal (pr. 2001) på ca. 10.000. Byen ligger i området Dalmatien, på grænsen til nabolandet Bosnien-Herzegovina.
- Wikimedia Commons har flere filer relateret til Imotski